# Hermann Thyraeus
Hermann Thyraeus SJ (* 1532 in Neuß; † 26. Oktober 1591 in Mainz) war ein deutscher Theologe und Mitglied des Jesuitenordens.
Er wurde geboren als Hermann Dorckens und nannte sich latinisiert Thyraeus. Von seinem Heimatbistum Köln wurde er nach Rom entsandt und wohnte als einer der ersten Studenten im 1552 errichteten Collegium Germanicum. Nach dem Studium der Theologie empfing er in Rom 1556 die Priesterweihe. Ordensgründer Ignatius von Loyola nahm ihn im selben Jahr in die Gesellschaft Jesu auf. Er wirkte im Rahmen der vom Orden betriebenen Gegenreformation in verschiedenen leitenden Funktionen.
Hermann Thyraeus war zunächst als Theologiedozent in Ingolstadt tätig. Von 1560 bis 1567 war er in Trier Prediger an der Liebfrauenkirche, von 1567 bis 1571 Domprediger in Trier. Er galt als theologisch versierter Prediger und guter Redner, so dass er viele Zuhörer anzog. Ab 1564 war er zusätzlich Rektor der Trierer Jesuitenschule. Zum Trierer Erzbischof und Kurfürsten Jakob von Eltz hatte er ein enges und gutes Verhältnis und unterstützte dessen Bemühungen, die Reformation zurückzudrängen, namentlich auf ausdrücklichen bischöflichen Auftrag in Neumagen.
1571 wurde Thyraeus zum Provinzial der Rheinischen Jesuitenprovinz gewählt und leitete die Provinz bis April 1588. Anschließend wurde er Rektor des Mainzer Jesuitenkollegs; er behielt dieses Amt bis kurz vor seinem Tod.
Sein Bruder Peter Thyraeus (1546–1601) trat ebenfalls in die Gesellschaft Jesu ein und veröffentlichte als Professor in Würzburg zahlreiche theologische Werke.

## Schriften
Hermann Thyraeus verfasste mehrere kontroverstheologische Schriften und Predigtsammlungen. Im Druck erschien:
- De religiose libertate et confessione Augustana. Dillingen 1567.